# Sipaku Area
Sipaku Area is een bestuurslaag in het regentschap Asahan van de provincie Noord-Sumatra, Indonesië. Sipaku Area telt 6085 inwoners (volkstelling 2010).